# 梅林关站
梅林关站是深圳地铁6号线的一个中途站，位于中國廣東省深圳市龙华区梅观路与丰泽湖山庄之间的绿化带，为地下二层岛式站台车站。车站于2020年8月18日随6号线第二期一同启用。
本站亦是深圳地铁第一个以“园林车站”模式进行施工的车站。

## 沿革
深圳地铁6号线第二期工程的规划刚被释出之时并无设置本站的计划，而是设置民乐站与4号线换乘。而在中铁工程设计咨询集团于2015年7月23日发布的《深圳市城市轨道交通6号线南延线工程环境影响评价第一次公示》中，本站首次出现，并取代了民乐站。同时会增设行人天橋通道接駁本站及民樂站，實現4号线與6号线之间转乘。2017年5月15日，深圳市规划和国土资源委员会公示了《深圳市轨道三期及三期调整相关线路站名规划》批准方案，本站被正式命名为“梅林关站”。
车站于2016年6月18日动工建设，并在2017年12月19日封顶，成为6号线第二期工程沿途各站中第一个封顶的车站。2020年6月5日，该站通过了消防验收。

## 特点
由于梅林关站紧邻丰泽湖山庄、星河丹堤等两个居民小区，且车站大部分结构位于绿化带内，因此该站施工时采用了“园林车站”施工模式，以最大限度地减小绿化迁移量，从而保护该区域的生态环境。梅林关站亦因此成为深圳地铁首个以该种模式施工的车站。

## 车站结构

### 整体构造
本站为南北走向的地下二层车站，全长435.6米，设有3个风亭组。车站采用如下结构：
| 地面（G）      |                            | 出入口                       |
| 地下一层（B1） | 车站大堂                   | 客务中心、售票机、自动柜员机 |
| 地下二层（B2） |                            | █6号线往松岗（深圳北站）     |
| 地下二层（B2） | 岛式站台，左边车门将会开启 |                              |
| 地下二层（B2） | █6号线往科学馆（翰岭）     |                              |

另外，車站南側設有一組通往民樂停车场的出入段線。

### 出入口
梅林关站共设有二个出入口，其中B出口设有垂直电梯。更多出口的建设需待梅林关片区综合改造工程开始进行后方可开始。
| 出口编号                         | 出口图片 | 垂直电梯 | 建议前往目的地                                           |
| -------------------------------- | -------- | -------- | -------------------------------------------------------- |
| 出口 · A · 盲道标志              |          | 不适用   | 梅观路东侧（南） 梅林海关                                |
| 出口 · B · 盲道标志 · 升降机标志 |          |          | 梅观路东侧（北） 民乐村 丰泽湖山庄 丹堤实验学校 民乐小学 |
| 註： 設有 \| 設有                |          |          |                                                          |

### 车站艺术
| 站台                        |
| --------------------------- |
|                             |
| 《梅林关记忆》 艺术家：彭程 |

## 列车服务
| 路线   | 行车方向 | 工作日 | 工作日                      | 工作日   | 工作日   | 休息日 | 休息日                      | 休息日   | 休息日   |
| 路线   | 行车方向 | 首班车 | 尾班车                      | 高峰间隔 | 平峰间隔 | 首班车 | 尾班车                      | 高峰间隔 | 平峰间隔 |
| ------ | -------- | ------ | --------------------------- | -------- | -------- | ------ | --------------------------- | -------- | -------- |
| █6号线 | 松岗     | 6:34   | 23:14（全程） 23:44（半程） | 4分35秒  | 9分10秒  | 6:34   | 23:14（全程） 23:44（半程） | 6分18秒  | 7-9分    |
| █6号线 | 科学馆   | 6:10   | 23:56                       | 4分35秒  | 9分10秒  | 6:12   | 23:56                       | 6分18秒  | 7-9分    |

## 接驳交通
| \| 编号 \| 编号 \| 线路 \| 线路 \| 线路 \| 收费 \| 运营商 \| 备注 \| \| ---- \| ---- \| -------------- \| ---- \| ---------------- \| ---- \| -------- \| ------------------------- \| \| \| 7 \| 丰泽湖山庄总站 \| ⇆ \| 颂德花园公交总站 \| 2元 \| 巴士公汽 \| 合并原 30、B912（第一代） \| \| \| 34 \| 丰泽湖山庄总站 \| ↻ \| 市民中心 \| 2元 \| 巴士公汽 \| 定时班车 \| |      |                |      |                  |      |          |                           |
| 编号 | 编号 | 线路           | 线路 | 线路             | 收费 | 运营商   | 备注                      |
| | 7    | 丰泽湖山庄总站 | ⇆    | 颂德花园公交总站 | 2元  | 巴士公汽 | 合并原 30、B912（第一代） |
| | 34   | 丰泽湖山庄总站 | ↻    | 市民中心         | 2元  | 巴士公汽 | 定时班车                  |